# Эстрада, Карла
Карла Патрисия Эстрада Гуитрон (исп. Carla Patricia Estrada Guitron) (11 марта 1956 (или 1957), Мехико, Мексика) — мексиканская актриса, продюсер кино и телесериалов и режиссёр-постановщик. Обладательница 51 награды из 65 номинаций.

## Биография
Родилась 11 марта 1956 (или 1957 года) в Мехико в семье аргентинского актёра Карлоса Эстрады (1922—2001) и мексиканской актрисы Мати Уитрон (1936). Первоначально она работала с продюсером Валентином Пимштейном, затем — с Эрнесто Алонсо. Являлась продюсером не только теленовелл, но и ряда телепередач. Благодаря многократным номинациям на различные премии, ей был установлен прижизненный памятник.

## Фильмография

### Продюсер

#### Исполнительный продюсер

##### Избранные телесериалы
- 1987-88 — Пятнадцатилетняя, или Подростки
- 1990 — Когда приходит любовь
- 1990-91 — Ничья любовь
- 1995 —
  - Алондра
  - Узы любви
- 1996 — Мне не жить без тебя
- 1997 — Мария Исабель
- 1998-99 — Привилегия любить
- 2003 — Истинная любовь (благодаря этой теленовелле, Карла Эстрада получила ряд наград и премий)

## Награды и премии

### TVyNovelas(16 из 27)

#### В качестве продюсера теленовелл
| Год  | Номинация          | Теленовелла                     | Итоги премии |
| ---- | ------------------ | ------------------------------- | ------------ |
| 2010 | Лучшая теленовелла | Sortilegio                      | проигрыш     |
| 2008 | Лучшая теленовелла | Pasion                          | проигрыш     |
| 2006 | Лучшая теленовелла | Alborada                        | ПОБЕДА       |
| 2004 | Лучшая теленовелла | Истинная любовь                 | ПОБЕДА       |
| 2002 | Лучшая теленовелла | El manantial                    | ПОБЕДА       |
| 1999 | Лучшая теленовелла | Привилегия любить               | ПОБЕДА       |
| 1998 | Лучшая теленовелла | María Isabel                    | проигрыш     |
| 1996 | Лучшая теленовелла | Узы любви                       | ПОБЕДА       |
| 1994 | Лучшая теленовелла | Los parientes pobres            | проигрыш     |
| 1993 | Лучшая теленовелла | De frente al sol                | ПОБЕДА       |
| 1990 | Лучшая теленовелла | Cuando llega el amor            | проигрыш     |
| 1989 | Лучшая теленовелла | Amor en silencio                | ПОБЕДА       |
| 1988 | Лучшая теленовелла | Пятнадцатилетняя, или Подростки | ПОБЕДА       |

#### В качестве продюсера телепередач
| Год  | Номинация                       | Телепередача, или многосезонный ситком | Итоги премии |
| ---- | ------------------------------- | -------------------------------------- | ------------ |
| 2016 | Лучшая телепередача             | Hoy                                    | ПОБЕДА       |
| 2015 | Лучшая телепередача             | Hoy                                    | ПОБЕДА       |
| 2014 | Лучшая телепередача             | Hoy                                    | ПОБЕДА       |
| 2013 | Лучшая телепередача             | Los Doctores                           | проигрыш     |
| 2012 | Лучшая музыкальная телепередача | La vida es mejor cantando              | проигрыш     |
| 2007 | Лучший комедийный ситком        | El privilegio de mandar                | проигрыш     |
| 2007 | Лучший комедийный ситком        | La hora pico                           | проигрыш     |
| 2007 | Лучшая телепередача             | La Parodia                             | ПОБЕДА       |
| 2006 | Лучший комедийный ситком        | El privilegio de mandar                | ПОБЕДА       |
| 2006 | Лучший комедийный ситком        | La hora pico                           | проигрыш     |
| 2006 | Лучшая телепередача             | La Parodia                             | ПОБЕДА       |
| 2004 | Лучшая телепередача             | La Parodia                             | ПОБЕДА       |
| 2004 | Лучший комедийный ситком        | La hora pico                           | проигрыш     |
| 2003 | Лучшая телепередача             | La Parodia                             | ПОБЕДА       |

### INTE (0 из 1)
| Год  | Номинация        | Теленовелла  | Итоги премии |
| ---- | ---------------- | ------------ | ------------ |
| 2003 | Теленовелла года | El manantial | проигрыш     |

### El Heraldo (4 из 4)
| Год  | Номинация          | Теленовелла                     | Итоги премии |
| ---- | ------------------ | ------------------------------- | ------------ |
| 1988 | Лучшая теленовелла | Пятнадцатилетняя, или Подростки | ПОБЕДА       |
| 1996 | Лучшая теленовелла | Узы любви                       | ПОБЕДА       |
| 1999 | Лучшая теленовелла | Привилегия любить               | ПОБЕДА       |
| 2002 | Лучшая теленовелла | El manantial                    | ПОБЕДА       |

### Bravo (5 из 5)
| Год  | Номинация          | Теленовелла       | Итоги премии |
| ---- | ------------------ | ----------------- | ------------ |
| 2006 | Лучшая теленовелла | Alborada          | ПОБЕДА       |
| 2004 | Лучшая теленовелла | Истинная любовь   | ПОБЕДА       |
| 2002 | Лучший продюсер    | El manantial      | ПОБЕДА       |
| 1999 | Лучшая теленовелла | Привилегия любить | ПОБЕДА       |
| 1996 | Лучшая теленовелла | Узы любви         | ПОБЕДА       |

### Palmas de Oro (7 из 7)
| Год  | Номинация          | Теленовелла                     | Итоги премии |
| ---- | ------------------ | ------------------------------- | ------------ |
| 1988 | Лучшая теленовелла | Пятнадцатилетняя, или Подростки | ПОБЕДА       |
| 1993 | Лучшая теленовелла | De frente al sol                | ПОБЕДА       |
| 1996 | Лучшая теленовелла | Узы любви                       | ПОБЕДА       |
| 1999 | Лучшая теленовелла | Привилегия любить               | ПОБЕДА       |
| 2002 | Лучшая теленовелла | El manantial                    | ПОБЕДА       |
| 2004 | Лучшая теленовелла | Истинная любовь                 | ПОБЕДА       |
| 2006 | Mejor telenovela   | Alborada                        | ПОБЕДА       |

### ACE (1 из 1)
| Год                | Номинация       | Теленовелла | Итоги премии |
| ------------------ | --------------- | ----------- | ------------ |
| 2004               |                 |             |              |
| Лучшая теленовелла | Истинная любовь | ПОБЕДА      |              |

### Arlequin (1 из 1)
| Год  | Номинация       | Персона       | Итоги премии |
| ---- | --------------- | ------------- | ------------ |
| 2003 | Лучший продюсер | Карла Эстрада | ПОБЕДА       |

### 100 Mexicanos dijeron (1 из 1)
Recibió el premio 100 Mexicanos dijeron:
| Год  | Номинация              | Теленовелла     | Итоги премии |
| ---- | ---------------------- | --------------- | ------------ |
| 2004 | Специальная VIP-премия | Истинная любовь | ПОБЕДА       |

### Palmas de Oro (1 из 1)
| Год  | Номинация          | Теленовелла     | Итоги премии |
| ---- | ------------------ | --------------- | ------------ |
| 2004 | Лучшая теленовелла | Истинная любовь | ПОБЕДА       |

### Sol de Oro (2 из 2)

#### Личная номинация
| Год  | Номинация       | Персона       | Итоги премии |
| ---- | --------------- | ------------- | ------------ |
| 2004 | Лучший продюсер | Карла Эстрада | ПОБЕДА       |

#### Номинация теленовеллы
| Номинация          | Теленовелла | Итоги премии |
| ------------------ | ----------- | ------------ |
| Лучшая теленовелла | Pasión]]    | ПОБЕДА       |

### Laurel de Oro (1 из 1)
| Год  | Номинация          | Теленовелла     | Итоги премии |
| ---- | ------------------ | --------------- | ------------ |
| 2004 | Лучшая теленовелла | Истинная любовь | ПОБЕДА       |

### Principios (1 из 1)
| Год  | Номинация          | Теленовелла     | Итоги премии |
| ---- | ------------------ | --------------- | ------------ |
| 2004 | Специальная премия | Истинная любовь | ПОБЕДА       |

### Califa de Oro (5 из 5)
Recibió el Califa de Oro:
| Год                    | Номинация       | Теленовелла | Итоги премии |
| ---------------------- | --------------- | ----------- | ------------ |
| 2003\|2006\|2007\|2009 |                 |             |              |
| Лучшая теленовелла     | Истинная любовь | ПОБЕДА      |              |
| Лучшая теленовелла     | Alborada        | ПОБЕДА      |              |
| Лучшая теленовелла     | Pasión          | ПОБЕДА      |              |
| Лучший продюсер        | Sortilegio      | ПОБЕДА      |              |
| Лучшая теленовелла     | Sortilegio      | ПОБЕДА      |              |

### Universidad Autónoma Metropolitana (1 из 1)
| Год  | Номинация          | Теленовелла     | Итоги премии |
| ---- | ------------------ | --------------- | ------------ |
| 2004 | Специальная премия | Истинная любовь | ПОБЕДА       |

### Plaza de las Estrellas (2 из 2)
| Год  | Номинация          | Теленовелла     | Итоги премии  |        |
| ---- | ------------------ | --------------- | ------------- | ------ |
| 2005 | Лучшая теленовелла | Истинная любовь | ПОБЕДА        |        |
| 2005 | Лучшая теленовелла | Лучший продюсер | Карла Эстрада | ПОБЕДА |

### Международный кинофестиваль в Лас-Гарсасе (1 из 1)
| Год  | Номинация        | Теленовелла     | Итоги премии |
| ---- | ---------------- | --------------- | ------------ |
| 2005 | Специальный приз | Истинная любовь | ПОБЕДА       |

### People en Español (0 из 2)
| Номинация          | Теленовелла | Итоги премии |
| ------------------ | ----------- | ------------ |
| Лучшая теленовелла | Sortilegio  | проигрыш     |
| Лучший ремейк      | Sortilegio  | проигрыш     |

### Televisa (1 из 1)
В 2012 году Карла Эстрада получила специальный приз, приуроченный к двадцатилетию её продюсерской деятельности

### Micrófono de Oro (1 из 1)
| Год  | Номинация                  | Персона                                                                     | Resultado |
| ---- | -------------------------- | --------------------------------------------------------------------------- | --------- |
| 2016 | Артистическое совершенство | Карла Эстрада (за личный вклад в развитие мексиканского кинематографа и ТВ) | ПОБЕДА    |